# Leslie Harvey

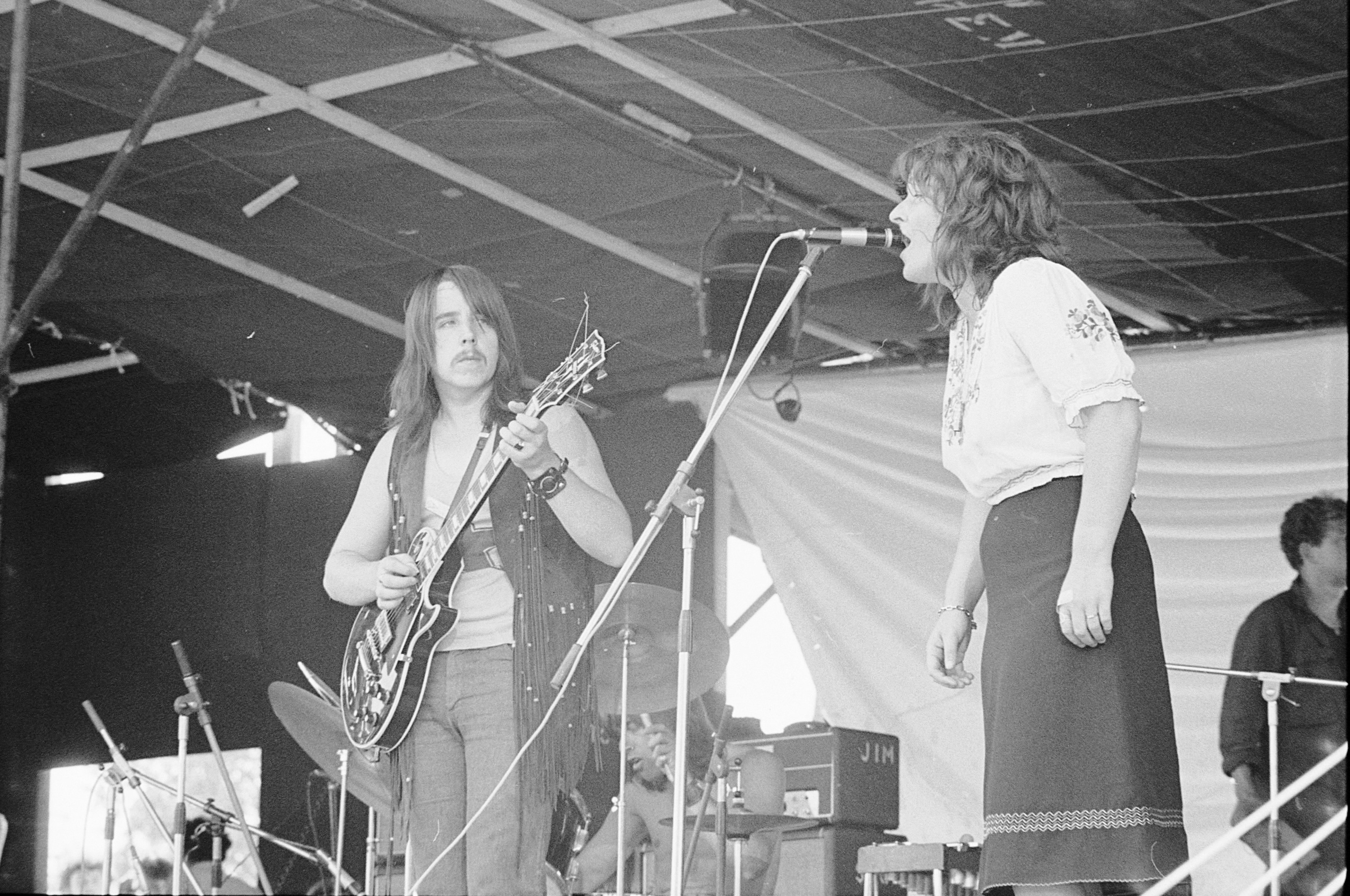
Les Harvey & Maggie Bell (Stone the Crows), Kralingen 1970

Leslie Cameron Harvey (Glasgow, 13 september 1944 – Swansea, 3 mei 1972) was een gitarist in verschillende Schotse bands van de late jaren 1960 en vroege jaren 1970, waaronder Stone the Crows. Hij was de broer van Alex Harvey. Hij werd in 1972 tijdens een optreden van Stone the Crows geëlektrocuteerd en overleed aan zijn verwondingen. 

## Biografie
In de jaren zestig werd Harvey door Alan Price gevraagd om zich bij The Animals aan te sluiten, maar hij koos ervoor om bij zijn broer in de Alex Harvey Soul Band te blijven. Later voegde hij zich bij de noodlottige Schotse band Blues Council. De Blues Council maakten één plaat, Baby Don't Look Down. In maart 1965 verongelukte hun tourbusje, waarbij zanger Fraser Calder en bassist James Giffen omkwamen. 
In 1969 voegde Harvey zich bij de Schotse band Cartoone om enkele nummers op te nemen voor hun tweede album. Hij vergezelde ook Cartoone tijdens hun live tour door de Verenigde Staten als een support-act van Led Zeppelin. Ze waren ook de support-act van de Amerikaanse band Spirit in 1969. In december 1969 speelde Harvey gitaar op het album The Loner van Maurice Gibb, maar alleen de single "Railroad" werd uitgebracht.
Harvey was eind 1969 medeoprichter van Stone the Crows. Hij stond in 1972 met Stone the Crows op het podium tijdens Swansea Top Rank toen hij geëlektrocuteerd werd omdat hij een microfoon had aangeraakt die niet op de aarde was aangesloten. Er is onterecht gesteld dat het incident plaatsvond "op een regenachtige dag met plassen op het podium"; Swansea Top Rank was echter een indoor clublocatie en daarom was dit niet mogelijk. Een roadie probeerde de gitaar los te koppelen, maar dat lukte niet. Harvey stierf op 27-jarige leeftijd aan zijn verwondingen.